# Lowell Ostlund
Lowell Ostlund (Kanada, Saskatchewan, Saskatoon, 1953. május 30. –) kanadai profi jégkorongozó.

## Karrier
Komolyabb junior karrierjét a Saskatchewan Junior Hockey League-es Saskatoon Olympicsban kezdte 1970-ben. Egy évvel később egy ligával feljebb léphetett és a Western Canadian Hockey League-es Saskatoon Blades kezdett játszani és 1973-ig volt csapattag. Az 1973-as NHL-amatőr drafton a Minnesota Norht Stars kiválasztotta az 5. kör 73. helyén. A National Hockey League-ben sosem játszott. Szintén kiválasztották őt az 1973-as WHA-amatőr drafton. A New York Golden Blades a 7. kör 80. helyén draftolta. A World Hockey Associationben sem játszott soha. Felnőtt pályafutása az International Hockey League és az American Hockey League közötti átjárásban telt egészen 1977-es visszavonulásáig. Az AHL-ben csak a New Haven Nighthawks játszott, míg az IHL-ben a Saginaw Gearsben, a Lansing Lancersben és a Fort Wayne Kometsben.

## Sikerei, díjai
- AHL All Star Gála: 1977